# Sadek (województwo podlaskie)
Sadek – kolonia w Polsce położona w województwie podlaskim, w powiecie sokólskim, w gminie Dąbrowa Białostocka.
W latach 1975–1998 miejscowość położona była w województwie białostockim.
| SIMC    | Nazwa     | Rodzaj    |
| ------- | --------- | --------- |
| 0026790 | Szatrycha | część wsi |

Wierni kościoła rzymskokatolickiego należą do parafii św. Stanisława w Dąbrowie Białostockiej.